# Tangerang
Tangerang là một thành phố Indonesia. Thành phố này thuộc tỉnh Banten, trên đảo Java. Thành phố có dân số 1.798.601 người (theo điều tra dân số năm 2005). 
Tangerang có cự ly khoảng 25 km về phía Tây Jakarta. Nó là trung tâm đô thị lớn nhất thứ ba trong khu vực Jabotabek sau Jakarta và Bekasi. Thành phố có diện tích 164,54 km ². Sân bay quốc tế Soekarno-Hatta nằm trong thành phố.
Tangerang là một trung tâm công nghiệp và sản xuất trên Java và hơn 1.000 nhà máy. Nhiều công ty quốc tế có các nhà máy trong thành phố. Tangerang có xu hướng nóng và ẩm ướt, với ít trong con đường của cây cối hoặc các tính năng địa lý. Một vài khu vực bao gồm đầm lầy, bao gồm cả các khu vực gần sân bay quốc tế Soekarno-Hatta. Trung tâm hội nghị và triển lãm Indonesia (ICE), trung tâm hội nghị và triển lãm lớn nhất ở Indonesia nằm ở BSD City thuộc thành phố này.